# Эгмонты
Эгмонт (Egmont) или Эгмонд (Egmond) — средневековая династия правителей сеньории Эгмонт, затем графства Эгмонт, также герцогства Гелдерн в 1423—1538 годах.
Известна с XIII века как попечители Эгмонтского аббатства (ныне в городе Берген). Помимо герцогской ветви, существовали ещё две линии:
- графы (с 1486) Эгмонты: наиболее знаменитый представитель — Ламораль Эгмонт, принц Гаврский (1522—1568); его потомки состояли на французской и испанской службе до 1707 года, когда эта линия угасла.
- графы (с 1492) ван Бюрены: род угас в середине XVI века со смертью супруги Вильгельма Оранского, Анны ван Бюрен.

В настоящее время Эгмонты представлены потомками бастарда одного из герцогов Гелдерна. Эта ветвь в XIX веке обосновалась в Баварии и приняла титул графов фон Гелдерн-Эгмонт.